# 1949年太平洋颱風季
| 太平洋颱風季             |
| 主題頁 - 專題 - 編輯指南 |

1949年太平洋颱風季泛指在1949年全年內的任何時間，於赤道以北及國際換日線以西的太平洋水域，以及南中國海所產生的熱帶氣旋。雖然有關方面並沒有設下本颱風季的指定期限，但大部份於西北太平洋的熱帶氣旋通常都會於五月至十二月期間形成。
本條目的範圍僅侷限於赤道以北及國際換日線以西的太平洋及南海的水域。於赤道以北及國際換日線以東的太平洋水域產生的風暴則被稱為颶風，並被列入1949年太平洋颶風季。在西太平洋產生的熱帶風暴是由聯合颱風警報中心命名，國際編號為49xx。而凡進入或產生於菲律賓風暴責任範圍以內的熱帶低氣壓，菲律賓大氣地理天文部門 (PAGASA) 都會為它們訂立一個菲律賓名稱，作當地警報用途；因此同一個風暴有時候會有兩個不同的名稱。
以下各熱帶氣旋資訊以熱帶氣旋存在期間的最強形態為準。

## 已被國際命名的熱帶氣旋
在1949年，並沒有熱帶低氣壓的相關數據。有22個熱帶風暴，當中14個增強為颱風，沒有超級颱風。

### 颱風葛樂禮 (Gloria)
姬罗莉亚是1949年太平洋台风季最为破坏性的台风之一，由西南季风在关岛附近形成漩涡而生成。最大风速约为110海里。

## 未被國際命名的熱帶氣旋
除了被聯合颱風警報中心的熱帶氣旋外，還有一些熱帶氣旋沒被命名。以下列出那些熱帶氣旋的資料。

### 熱帶風暴12W
熱帶風暴12W源自9月2日呂宋島東北海面的熱帶低氣壓。12W增強為熱帶風暴後，於9月8日登陸華南地區，在香港導致一死三傷，並在翌日消散。皇家香港天文台將它評為颱風，並在9月7日12時30分懸掛一號戒備信號，因為當時並未設有三號強風信號，所以天文台在同日19時40分，直接改掛七號（今八號東北）烈風信號，翌日因該風暴靠近而改掛九號烈風增強信號，其後在5時10分改掛八號（今八號東南）烈風信號，最後在9時直接除下所有信號，所有時間均為夏令時間。該風暴是二次大戰後唯二導致天文台懸掛九號或十號信號的未命名風暴，另一個為未獲天文台承認其命名的颱風英格瑞。

## 熱帶氣旋名單
| - Carmen - Della - Elaine - Faye - Gloria - Hester | - Irma - Judith - Kitty - Lise - Madeline - Nelly | - Omelia - Patricia - Rena - Allyn - Betty - Camilla |